# Плюене
Плюенето е акт на насилствено изхвърляне на слюнка или други вещества от устата. Това често се прави за отърваване от нежелани или неприятни на вкус вещества в устата или когато се натрупа голямо количество слюнка.
Понастоящем плюенето се смята за грубо, вулгарно и социално табу в много части на света, особено в Западния свят, докато в някои източни райони, като Турция и Китай, се счита за социално приемливо и е обичайна практика. По целия свят плюенето върху друг човек, особено върху лицето, е знак на гняв, омраза, неуважение или презрение.
Според Световната здравна организация кашлицата, кихането или плюенето могат да разпространят различни инфекциозни заболявания, като туберкулоза, грип и обикновена настинка. Но шансът за заразяване при оплюване е нисък.
Плюенето е също фетиш и БДСМ практика, при която доминиращият партньор обикновено плюе в лицето и в устата на подчинения си, като в този случай плюенето придава силно унижение и демонстрация на сила.
Плюене може да се извърши и случайно по време на други действия, като говорене, ядене и прозяване.

## Състезаване
Съществуват места, където плюенето е състезателен спорт.
От 1974 г. германският град Дюрен е домакин на състезание по плюене на черешови костилки. Световният рекорд на Гинес в тези състезания е поставен през 2003 г., при който победителят изплюва костилката на 21,73 метра. Според други източници рекордът е от 1994 г. на Хорст Ортаман с 29 метра.
Също така във Франция се провежда състезание по плюене на динени семки от Айфеловата кула.

## При животните
В животинското царство някои змии като Hemachatus haemachatus и други плюещи кобри, са добре известни със способността си да плюят отрова в опасни ситуации.
Ламите рядко плюят по човек, освен ако не се чувстват пряко застрашени. Въпреки това, понякога се плюят една друга, като демонстрация на господство над други лами в стадото. Плюенето на млада от по-възрастна лама също е форма на йерархична дисциплина. Особено често се случва, когато ламите ядат и искат да държат другите далеч от храната си. Една женска лама може да плюе, за да покаже на мъжкия, че не се интересува от намеренията му за чифтосване. Също така ламата може да плюе и когато е заплашена от хищник.